# Luigi Moretti (compositore)
Luigi Moretti (... – 1850) è stato un compositore e chitarrista italiano, fratello del chitarrista Federico Moretti.

## Biografia
Le notizie biografiche sono poverissime: Luigi si ipotizza essere nato a Napoli (come il fratello Federico) intorno al 1780. Trascorse i primi decenni del XIX secolo nel nord Italia, probabilmente a Milano, e a Bologna, dove nel 1821 entrò a far parte della Accademia Filarmonica. Risulta essere stato in possesso di titoli nobiliari, come quello di "Commendatore dell'Ordine di S. Stefano di Toscana" e di "Cavaliere dell'Ordine di Carlo III".
Fu chitarrista e compositore, una figura artistica in voga nell'Europa del tempo; di una sua attività concertistica non risulta però alcuna traccia. Ci sono pervenute una ventina di composizioni che Luigi Moretti pubblicò in vita. Fra queste, oltre ai lavori per chitarra sola, spiccano per rilevanza alcuni caratteristici brani per formazioni cameristiche con la chitarra: duetti di chitarre, duetti con chitarra e violino, canzoni per voce e chitarra, e insiemi inusuali come un terzetto per chitarra, violino e corno e un quintetto per due violini, corno, violoncello e chitarra. Come nobile attestato di stima per la sua opera, rimane la dedica al Moretti delle Variazioni op.112 da parte di Mauro Giuliani.

## Composizioni
- Gran Sonata op.2 (chitarra sola)
- Variazioni op.7 (chitarra sola)
- Variazioni op.8 (chitarra sola)
- Gran Duetto op.9 (violino e chitarra)
- Tre Duetti facili op.10 (due chitarre)
- Duetto op.11 (violino e chitarra)
- Tre Duetti op.12 (due chitarre)
- Trio op.13 (violino, corno/viola e chitarra)
- Trio op.14 (violino, violoncello e chitarra)
- Trio op.15 (violino, violoncello e chitarra)
- Quintetto op.16 (due violini, corno/viola, violoncello e chitarra)
- Duetto op.17 (flauto e chitarra)
- Duetto op.18 (violino e chitarra)
- Sei Cavatine op.21 (soprano e chitarra)
- Corrente (chitarra sola)
- Ouverture (chitarra sola)
- Duetto (chitarra e pianoforte)